# おしぼり
おしぼり（御絞り）は、手などを清潔に保つために用いる一定の水分を含む綿や紙でできた繊維製品。「（お）てふき」ともいう。もとは日本独特の文化とされている。

## 概要

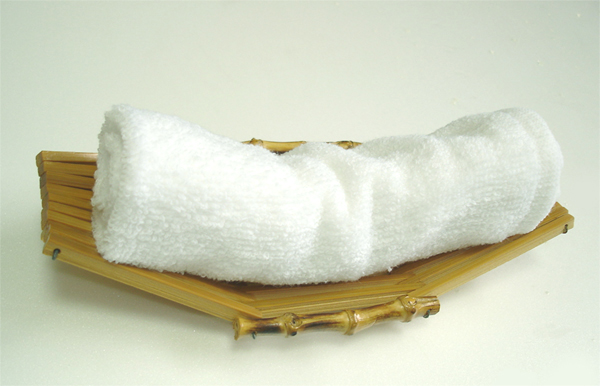
布製おしぼり

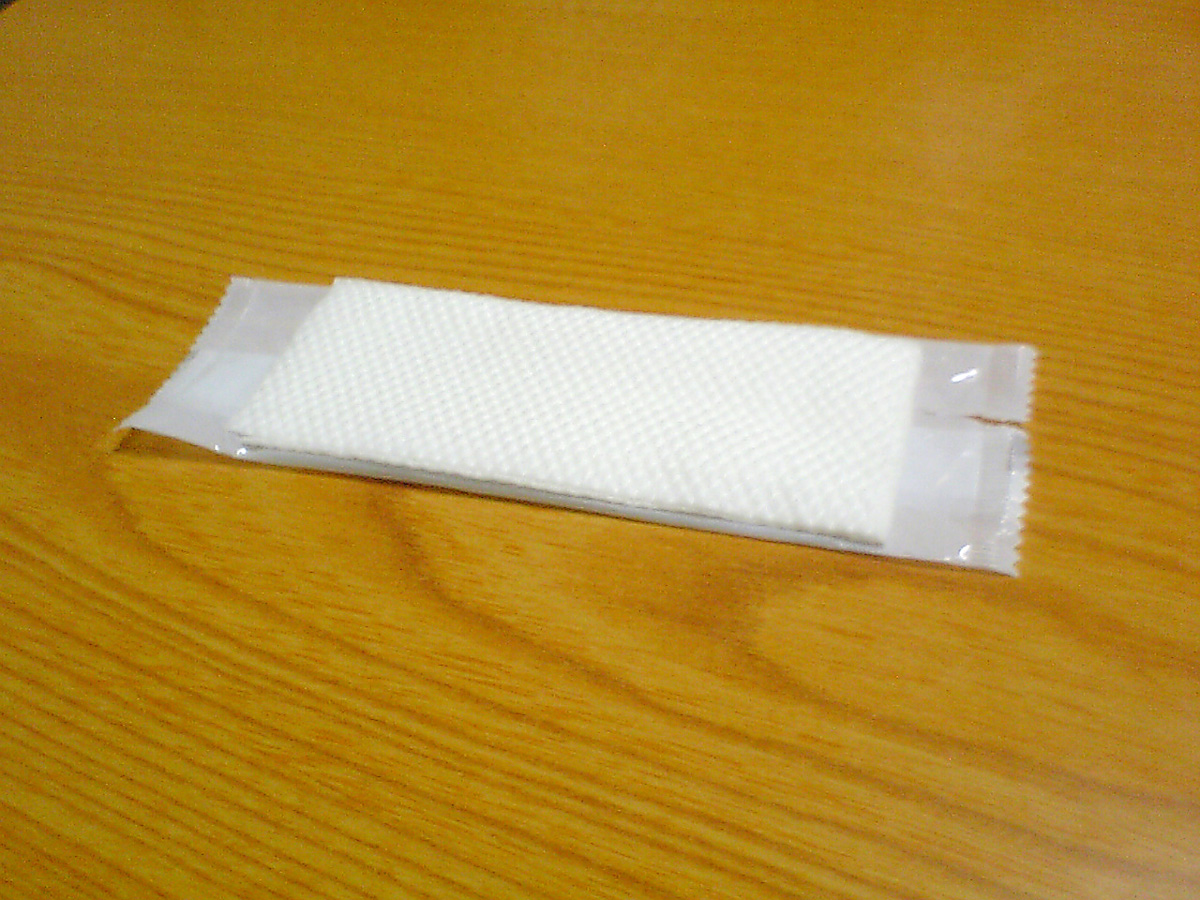
紙製おしぼり
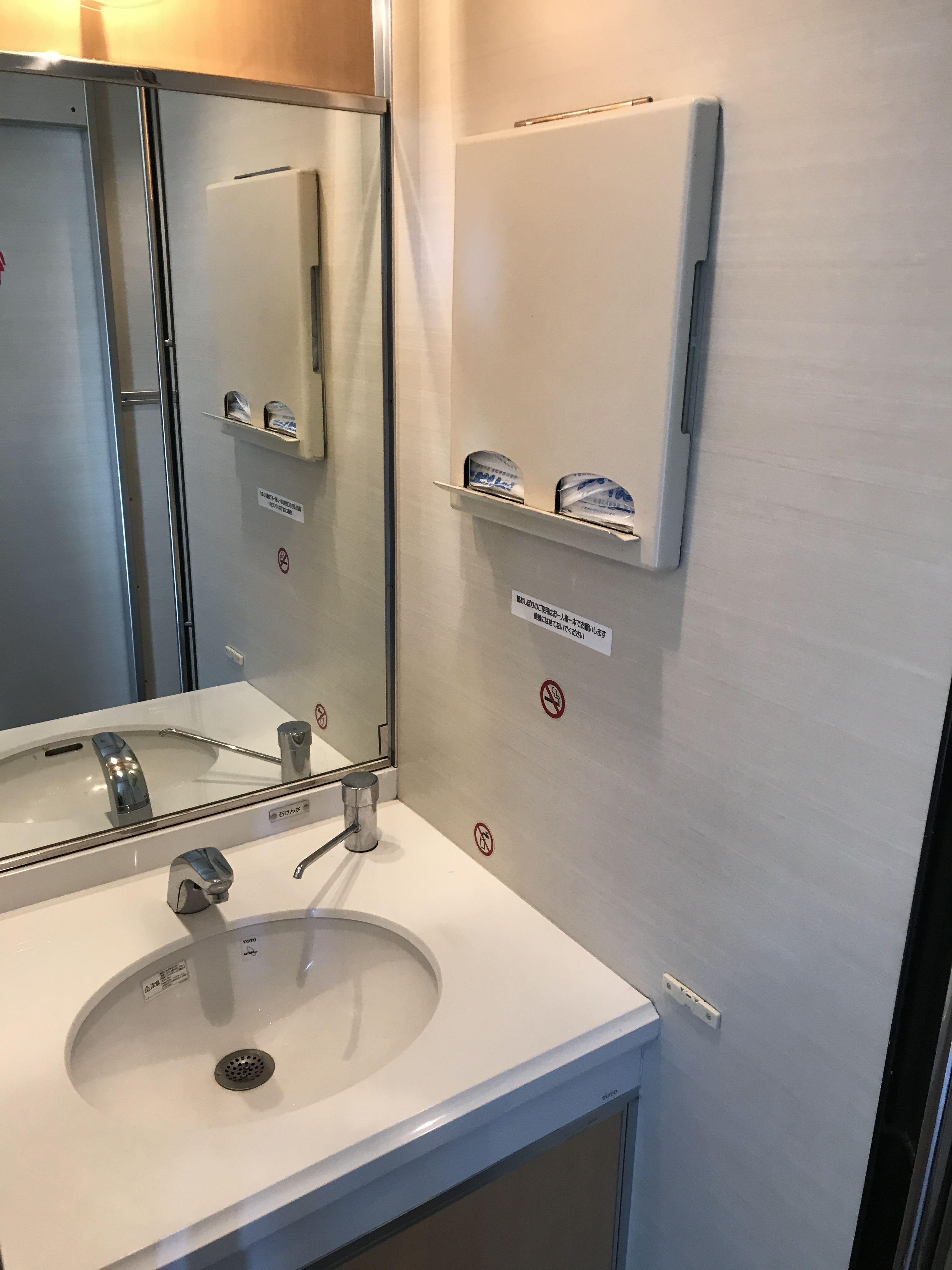
洗面所に設置された紙製おしぼり

日本では、おしぼりは飲食店などで手を拭いたり疲れを癒すために客に提供されるほか、日常生活でも広く使用されている。おしぼりはビニールに密封されるかまたは「おしぼり受け」に乗せて出されることが多い。なお、おしぼりを載せたり筒状等の携帯用容器一般を「おしぼり入れ」という。
おしぼりの一般的な素材はパイル地の綿タオルおしぼりと不織布の紙おしぼりである。
綿タオルおしぼり
パイル織の綿のタオル地を利用したものである。タオル地の場合、その水分量は乾燥布帛（ふはく）重量の3倍の重量になるように水分を含ませるのが適切とする研究がある。
紙おしぼり
パルプやポリエチレンなどを基布素材とするものである。日本衛生材料工業連合会の「表示・広告自主基準」では「安全・衛生自主基準で定める構成成分液を基布に含浸したもので、主として人の手指の汚れを取ることを目的に使用される製品」と定義している。使い捨てである。

## 貸しおしぼり（レンタルおしぼり）
飲食店などで大量に供する場合、自店にておしぼりを準備するのではなく、おしぼりを用意する業者によるレンタルが利用されることがある。貸しおしぼり業者は「おしぼりを使用させるために貸与し、その使用済み後はこれを回収して洗濯し、さらに貸与することを繰り返して行うクリーニング業者」と定義されている。
1980年代に貸しおしぼりの衛生管理が問題になり、厚生省（当時）から「貸おしぼりの衛生確保について（おしぼりの衛生処理等に関する指導基準）」（昭和57年11月16日環指第157号環境衛生局長通知）が通達された。
「貸おしぼりの衛生確保について（おしぼりの衛生処理等に関する指導基準）」の処理基準では以下のように定められている。
- 貸与したおしぼりは、少なくとも4日以内に回収して処理すること[6]。
- おしぼりの処理に当たっては、汚れの程度の著しいもの等とそれ以外のものとを分別すること[6]。
- 汚れの程度が著しいもの等として分別したもの以外のおしぼりの場合、洗濯工程中に消毒効果のある塩素剤を使用する方法か熱湯又は蒸気による消毒後洗濯する方法で処理すること[6]。
- 汚れの程度の著しいもの等として分別したおしぼりを洗濯して再貸与する場合は、重複洗浄を行う方法か酵素剤による前処理を行う方法により処理することとし、洗濯に当たっては、洗濯機の最大負荷量を超えないようにすること[6]。

など
また衛生基準は以下のように定められている。
- 変色及び異臭がないこと[6]。
- 大腸菌群が検出されないこと[6]。
- 黄色ブドウ球菌が検出されないこと[6]。
- 一般細菌数は、1枚当たり10万個を超えないことが望ましいこと[6]。

など
以上の指導基準に基づき、全国おしぼり協同組合連合会は管理基準の「衛生マーク」を制定し、組合に加盟している約300社のおしぼりは、必ずこのマークを表示している。

## おしぼりの調製

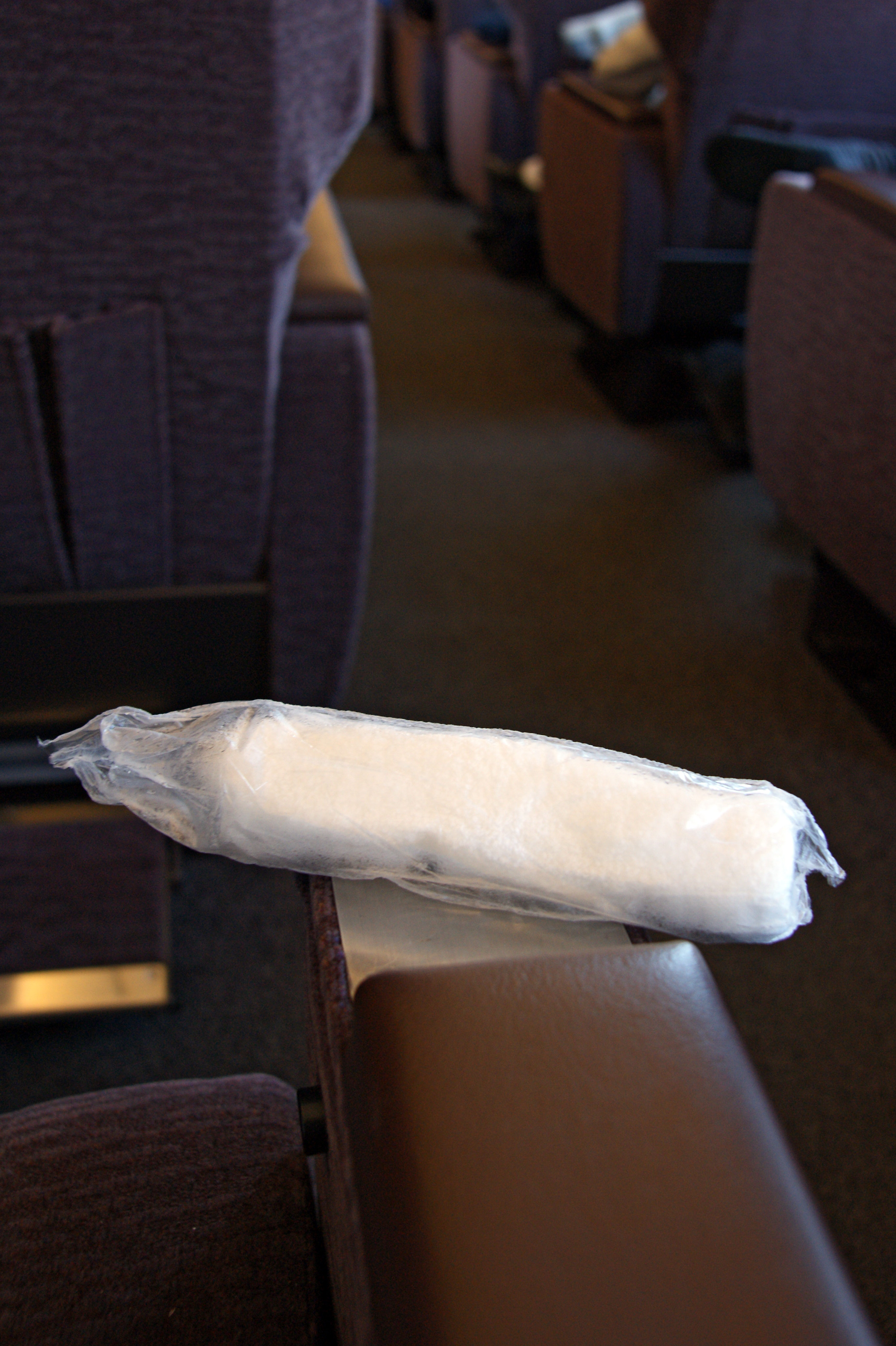
JR特急列車のサービスは暖かい布製おしぼり

おしぼりには貸おしぼり業者によって処理されたものと自家処理のものがある。
飲食店の中には、夏季に冷たいおしぼり、冬季に温かいおしぼりを提供する店舗もある。おしぼりを加熱する器械としておしぼり加熱器がある。星新一は「朝、ひげを剃る際におしぼりを顔に当ててひげをやわらかくするが、タオルを手で絞るときに熱くて仕方がない。熱がることなくタオルを絞る器具を作れないものか」とエッセイに記している。
なお、論文には電子レンジによるおしぼりの殺菌は短時間にしかも効果的であるとするものがある。一方で電子レンジを使用したおしぼりの作成に起因する火災も発生しており、2014年（平成26年）4月8日には東京都国分寺市の社会福祉施設でぼや火災が発生している。そのため東京消防庁では取扱説明書で使用用途と加熱時間を確認するよう周知している。

## 自動おしぼり機

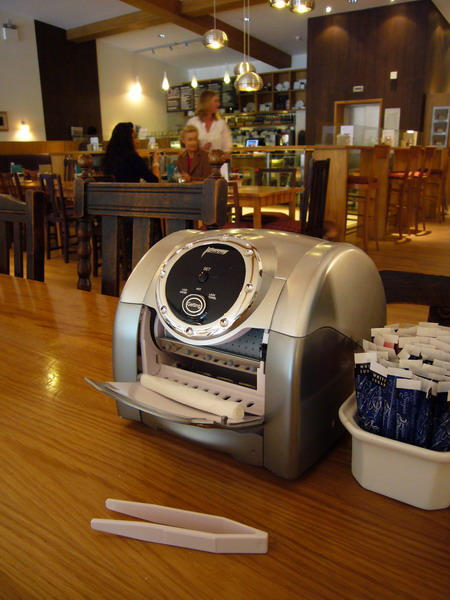
自動おしぼり機

紙おしぼりについては、プラスチック包材が使用されていることや、飲食店で提供されても一定数は開封されないまま座席に残され未使用のものが廃棄されることから自動おしぼり供給機を導入する例がみられる。
これはロール紙と除菌液を機械にセットしボタンを押すと使い捨てのおしぼりが出てくるという機械である。セルフ要素のある飲食店のドリンクバー付近やフードコートでも見られることがある。また、医療機関や介護施設の現場では衛生面という視点からディスポーザブル（使い捨て）化がすすんでおり、リネン業の貸おしぼりからディスポーザブルのタオルを用いた身体の清拭や排泄のケアへと変化しつつあり、このような機器の導入も見られるようになってきた。

## 歴史

### 発祥と普及
おしぼりの歴史は、『古事記』や『源氏物語』の時代にまで遡ると考えられている。おしぼりの前身となっているのは、公家が客人を家に招いたときに提供した濡れた布と考えられている。江戸時代になると木綿の手ぬぐいが普及し、旅籠（はたご）の玄関には旅人のために水を張った桶と手ぬぐいが用意され、客は手ぬぐいを水に浸してしぼり手や足をぬぐった。この“しぼる”行為が、おしぼりの語源になっていると言われている。
戦後復興で日本に少しずつ飲食店が増えていくと、戦時中の混乱で消えかけていたおしぼりの習慣が徐々に普及し始めた。当時はおしぼりを自店で洗い、丸めてつくった自家製のおしぼりを提供していたが、客数が増えると手作業では追いつかなくなり、おしぼりを貸すビジネスが生まれた。

### 日本以外への普及

機内でのおしぼり使用

1959年より日本航空は国際線で離陸前の搭乗客におしぼりを提供し始めた。このサービスが好評で、日本以外の航空会社でも国際線で熱いおしぼりを出すようになり、現在、離陸前におしぼりを提供するサービスは珍しくない。
おしぼりのローリング・包装を自動的に行う機械を販売する日本企業では、既に米国、欧州、カナダに販売実績を持っており、海外ではニュージーランド(The Hot Towel Company)、オーストラリア(Xceed Oshibori)、イギリス(Yeppy (UK))(Mito)という会社がおしぼりの提供を行っている。
一方、欧米では「テーブルに着く前には既に手を洗い終えている」という前提からおしぼりが定着していないとする、紙おしぼり製造販売業者のコラムもある。

## おしぼりの日
日本では10月29日が、10本の指を2（ふ）9（く）の語呂合わせで『おしぼりの日』と定められており、全国おしぼり協同組合連合会において2004年に制定された。